# SC Anger
Der SC Anger e. V. ist ein bayerischer Sportverein in Anger. Die größten Erfolge errang der Verein mit der Ringerabteilung, die lange Zeit in der Ringer-Bundesliga vertreten war.

## Geschichte
Der Verein wurde am 27. Oktober 1934 als Skiclub gegründet. In der Gemeinde wurden Rennen veranstaltet. 1946 wurde der Verein auf Anordnung der Militärregierung eine Unterabteilung des Skiclubs Bad Reichenhall. 1949 kam es zur Gründung des TSV Anger, dem die Skiabteilung angeschlossen wurde. 1974 schließlich erfolgte die Umwandlung vom Skiclub zum Sportclub.

## Abteilungen
Der Verein verfügt über die acht Sparten Eisstock, Fußball, Leichtathletik, Ringen, Ski, Tennis, Triathlon und Turnen.

## Bekannte Sportler
- Bernhard Mayr
- Richard Wolff (auch für andere Sportvereine angetreten)
- Rewas Mindoraschwili (auch für andere Sportvereine angetreten)